# Allardville
Allardville är en ort i Kanada.   Den ligger i provinsen New Brunswick, i den östra delen av landet, 800 km öster om huvudstaden Ottawa. Allardville ligger 164 meter över havet och antalet invånare är 1 410.
Terrängen runt Allardville är huvudsakligen platt. Allardville ligger uppe på en höjd. Närmaste större samhälle är Bathurst, 19,7 km nordväst om Allardville.
I omgivningarna runt Allardville växer i huvudsak blandskog. Runt Allardville är det mycket glesbefolkat, med 3 invånare per kvadratkilometer.